# 톰 비들링

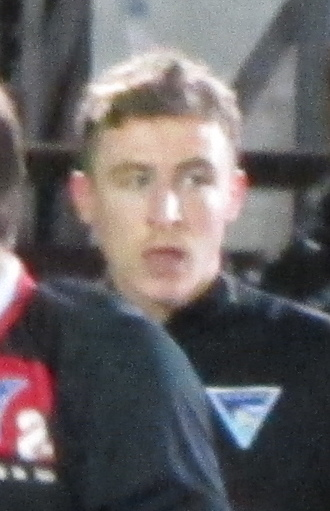

토머스 크리스토퍼 비들링(Thomas Christopher "Tom" Beadling)은 1996년 1월 16일 생 영국인 축구선수로 현재 웨스턴 시드니 원더러스 FC에서 뛰고 있다.
오스트레일리아 청소년 대표팀에서 뛰기도 했다.